# Paraná (Argentina)
Paraná è una città dell'Argentina, capoluogo della provincia di Entre Ríos. La città, che è anche sede del dipartimento omonimo, ha una popolazione di oltre 247000 abitanti.

## Geografia
Paraná sorge su un declivio in posizione panoramica sull'omonimo fiume, al confine tra la provincia di Entre Ríos e quella di Santa Fe. È situata a 499 km a nord-ovest dalla capitale nazionale Buenos Aires.

## Storia
Nel XVI secolo, abitanti della città di Santa Fe si insediarono sulla riva opposta del Paraná. Noto come de la otra Banda del Paraná ("dall'altra parte del Paraná") o Baxada del Paraná ("Guado del Paraná"), l'insediamento non ebbe mai una fondazione ufficiale, e crebbe lentamente come città satellite di Santa Fe.
Il 23 ottobre 1730 fu concesso alla cappella locale dalle autorità ecclesiastiche di Buenos Aires lo stato di chiesa parrocchiale; quella data fu adottata come inizio della storia ufficiale della città. Nel 1813 ottenne lo stato di villaggio, e nel 1822 fu nominata capitale del territorio dell'attuale provincia. Tra il 1854 e il 1861 fu la capitale della Confederazione argentina durante il governo del caudillo locale Justo José de Urquiza, che diede alla città un rapido sviluppo. Nel 1883 riguadagnò il suo status di capitale provinciale.
Nel 1994 Paraná fu sede del Congresso per la Riforma della Costituzione argentina.

## Monumenti e luoghi d'interesse
- Cattedrale di Nostra Signora del Rosario, costruita tra il 1883 ed il 1886 in stile neoclassico dall'architetto italiano Giovanni Battista Arnaldi.
- Chiesa di San Michele Arcangelo
- Antico Senato della Confederazione Argentina
- Monumento a Justo José de Urquiza
- Parco Urquiza

## Società

### Religione
La città è sede dell'arcidiocesi di Paraná, istituita il 13 maggio 1859, quando la città era capitale della Confederazione Argentina.

## Cultura

### Istruzione

#### Musei
- Museo Provinciale delle Belle Arti "Dr. Pedro E. Martínez"
- Museo di Scienze Naturali ed Antropologiche "Prof. Antonio Serrano"
- Museo della Città "César B. Pérez Colman"
- Museo Storico Provinciale "Martiniano Leguizamón"
- Museo della Casa del Governo di Entre Ríos
- Museo Itinerante del Mate
- Museo e Mercato Provinciale dell'Artigianato
- Museo dello Sport
- Museo della Polizia di Entre Ríos
- Museo Malvinas

#### Teatri
La principale istituzione teatrale della città è il 3 de Febrero, inaugurato nel 1908 e così chiamato in onore della battaglia di Caseros del 1852.

#### Università
A Paraná ha sede l'Università Autonoma di Entre Ríos, si trovano inoltre anche alcune facoltà dell'Università Nazionale di Entre Ríos.

## Economia
Paraná è un importante porto fluviale per il trasporto di cereali, bestiame, pesce e legname dalla regione circostante. L'attività industriale è costituita principalmente da cementifici, mobilifici e produzione di ceramica.

## Infrastrutture e trasporti

### Strade
Paraná è il principale snodo stradale tra la provincia di Entre Ríos e quella limitrofa di Santa Fe. I collegamenti con il nord ed il sud della provincia sono assicurati dalla strada nazionale 12, mentre quelli con la parte est ed in particolare con la città di Concordia sono assicurati dalla strada nazionale 18. Paraná è unita alla vicina Santa Fe ed alla sua provincia dal tunnel Raúl Uranga – Carlos Sylvestre Begnis, completato nel 1969 e dalla strada nazionale 168.

### Ferrovie
È attiva una ferrovia metropolitana che unisce la città al sobborgo di Colonia Avellaneda.

### Aeroporti
L'aeroporto General Justo José de Urquiza (codice PRA) dista 7,5 km dal centro della città e garantisce voli regolari su Buenos Aires.

## Sport
Le due principali società calcistiche della città sono il Patronato ed Club Atlético Paraná.